# Rusiec (gemeente)
De gemeente Rusiec is een landgemeente in het Poolse woiwodschap Łódź, in powiat Bełchatowski.
De zetel van de gemeente is in Rusiec.
Op 30 juni 2004 telde de gemeente 5395 inwoners.

## Oppervlakte gegevens
In 2002 bedroeg de totale oppervlakte van gemeente Rusiec 99,73 km², waarvan:
- agrarisch gebied: 77%
- bossen: 16%

De gemeente beslaat 10,29% van de totale oppervlakte van de powiat.

## Administratieve plaatsen (Solectwo)
Aleksandrów, Andrzejów, Annolesie, Antonina, Dąbrowa Rusiecka, Dębina, Dęby Wolskie, Jastrzębice, Korablew, Kuźnica, Mierzynów, Nowa Wola, Prądzew, Rusiec (sołectwa: Rusiec I en Rusiec II), Wincentów, Wola Wiązowa, Zakurowie, Zalasy

## Demografie
Stand op 30 juni 2004:
| Omschrijving                   | Totaal | Totaal | Vrouwen | Vrouwen | Mannen | Mannen |
| ------------------------------ | ------ | ------ | ------- | ------- | ------ | ------ |
| eenheid                        | aantal | %      | aantal  | %       | aantal | %      |
| inwoners                       | 5395   | 100    | 2697    | 50      | 2698   | 50     |
| bevolkingsdichtheid (inw./km²) | 54,1   | 54,1   | 27      | 27      | 27,1   | 27,1   |

In 2002 bedroeg het gemiddelde inkomen per inwoner 1476,08 zł.

## Aangrenzende gemeenten
Kiełczygłów, Konopnica, Osjaków, Rząśnia, Szczerców, Widawa